# Kim Yoo-jung
Dans ce nom coréen, le nom de famille, Kim, précède le nom personnel.
Pour les articles homonymes, voir Kim.
Kim Yoo-jung (en hangeul : 김유정 ; en hanja : 金裕貞) est une actrice sud-coréenne née le 22 septembre 1999 à Séoul en République de Corée. Sa carrière d'actrice débute très tôt comme mannequin pour une marque de confiserie à l'âge de quatre ans. Après ses débuts d'actrice en 2003, elle est devenue l'une des enfants actrices les plus demandées en Corée du Sud. Elle a attiré l'attention du public pour son rôle dans les séries télévisées Dong Yi (2010), Moon Embracing the Sun (2012), May Queen (2012), Golden Rainbow (2013), Secret Door (2014) et Angry Mom (2015). Elle a aussi joué dans les films Commitment (2013) et Thread of Lies (2014). Elle a également animé l'émission musicale Inkigayo de novembre 2014 à avril 2016.
Elle a endossé son premier rôle principal dans le drame romantique historique Love in the Moonlight (2016) et a joué dans la comédie romantique Because I Love You (2017), le drama télévisé Clean with Passion for Now (2018), Backstreet Rookie (2020), le thriller The 8th Night (2021), le drama romantique fantastique historique Lovers of the Red Sky (2021) et le film romantique pour adolescents 20th Century Girl (2022).
Elle est surnommée petite sœur de la Nation, pour ses divers rôles d'enfant, et la fée Saeguk après avoir joué des rôles dans plusieurs drames historiques acclamés au cours de sa carrière. Elle est considérée comme un trésor dans l'industrie du cinéma en Corée du Sud. En 2017, elle s'est classée 8e sur la liste Forbes Korea Power Celebrity, la plus jeune à figurer dans le Top 10 âgée de seulement 17 ans.

## Biographie

### Famille
Kim Yoo-jung est née dans le district de Seongdong, à Séoul, en Corée du Sud, le 22 septembre 1999 et est la benjamine d'une fratrie de trois. Sa sœur ainée, également actrice, a, elle, fait ses débuts en 2017.

### Éducation
Elle a fréquenté le lycée des arts de Goyang et a obtenu son diplôme en janvier 2018. Kim Yoo-jung n'a pas passé le baccalauréat en 2017, préférant se consacrer à sa carrière d'actrice.

### Carrière d'actrice

#### 2003-2011: Ses débuts

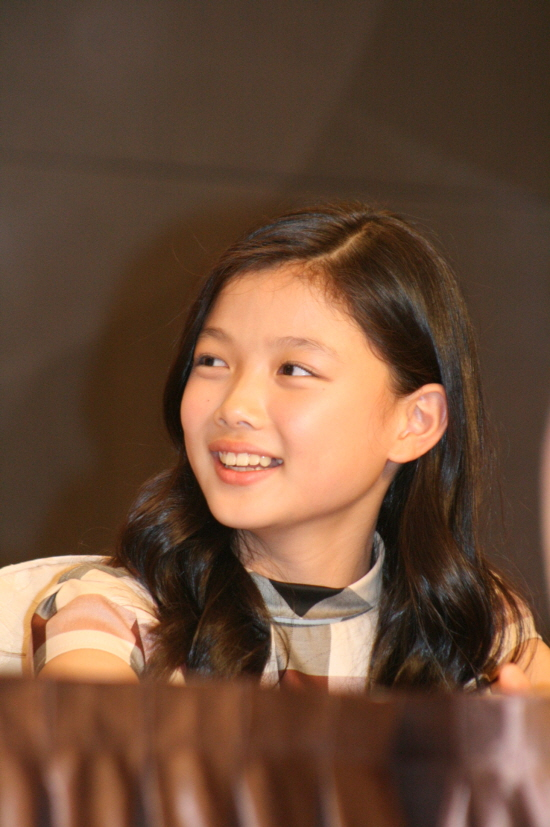
Kim Yoo-jung en juillet 2010

Après ses débuts d'actrice à l'âge de 4 ans, Kim Yoo-jung est rapidement devenue l'une des enfants actrices les plus demandées en Corée du Sud. Âgée de seulement cinq ans, elle était déjà apparue dans treize séries télévisées et quinze films.
En 2008, elle a reçu son premier prix d'interprétation en tant que meilleure actrice enfant pour la série d'action-aventure Iljimae et le drame historique Painter of the Wind. Elle a également reçu de nombreuses acclamations pour ses rôles dans Dong Yi et Flames of Desire en 2010. Grudge: The Revolt of Gumiho a marqué son premier rôle majeur à la télévision,,.

#### 2012-2014: Montée en popularité
Kim Yoo-jung est devenue populaire en 2012 lorsqu'elle a joué dans le drama fantastique Moon Embracing the Sun, qui l'a réuni avec sa co-vedette de Grudge: The Revolt of Gumiho, Lee Tae-ri, et sa co-vedette d'Iljimae, Yeo Jin-goo,. Pour son incroyable interprétation de la jeune protagoniste dans Moon Embracing the Sun, elle a été nommée dans la catégorie meilleure nouvelle actrice aux 48e Baeksang Arts Awards et elle a remporté le prix de la meilleure jeune actrice aux 1ers K-Drama Star Awards et aux MBC Drama Awards 2012 . Elle a également été bien accueillie par la critique dans May Queen ainsi que pour ses rôles secondaires dans le film Commitment et le drama familial Golden Rainbow.
En 2014, la performance de Kim Yoo-jung en tant qu'adolescente tyrannique dans Thread of Lies a été acclamée par la critique et elle a été nommée pour la meilleure nouvelle actrice aux Blue Dragon Film Awards. Elle a aussi joué le rôle d'une chanteuse funéraire traditionnelle (ou Gok-bi) dans la série d'anthologie spécial Drama City. Elle a par la suite enchaîné avec un rôle principal dans le drame historique Secret Door. Kim Yoo-jung a également commencé à animer l'émission musicale Inkigayo en novembre 2014, avant de quitter l'émission en avril 2016.

#### 2015-2022: Premiers rôles principaux

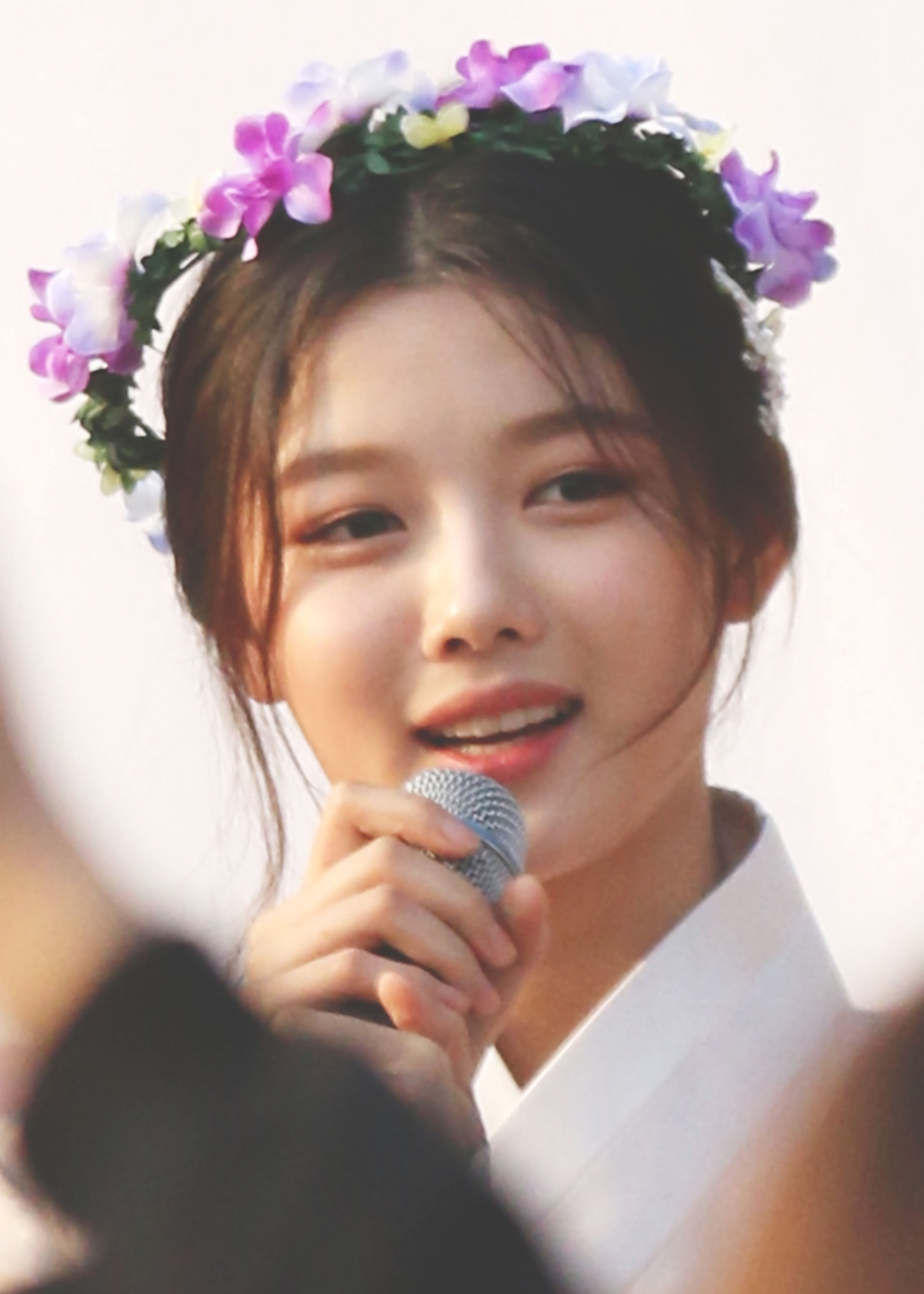
Kim Yoo-jung lors de la promotion de la série télévisée Love in the Moonlight en octobre 2016.

En 2015, elle a joué dans la série télévisée Angry Mom qui traite du harcèlement et la violence à l'école. Cette même année, elle reprend son rôle de chat devenu femme dans Love Cells, une web-série de deux saisons adaptée du webtoon éponyme et incarne la fille d'un meurtrier dans le thriller Circle of Atonement.
En 2016, Kim Yoo-jung a joué son premier rôle principal adulte dans le drame historique jeunesse Love in the Moonlight dans le rôle de Hong Ra-on, une fille qui a été élevée comme un garçon et est finalement devenue eunuque du prince héritier du royaume Joseon, joué par Park Bo-gum. Love in the Moonlight a été un vrai succès, atteignant une part d'audience de 23,3% lors de sa diffusion en Corée du Sud, qui vient même à parler de « syndrome Moonlight »,. Sa performance lui a valu d'être nommée Prix d'excellence, actrice dans un drama de moyenne durée aux 30èmes KBS Drama Awards,.
En 2017, elle a joué avec Cha Tae-hyun dans la comédie romantique Because I Love You et a pu tenir sa première convention de fans, à Taipei à Taïwan, aux ATT Show Box le 4 février 2017.
En 2018, Kim Yoo-jung a joué dans la comédie romantique Clean with Passion for Now, basée sur le webtoon eponyme. Elle incarne une employée d'une entreprise de nettoyage qui ne se soucie que peu de la salubrité.
En 2020, elle a joué dans la comédie dramatique romantique Backstreet Rookie, aux côtés de Ji Chang-wook, basé sur le webtoon du même nom et a joué le rôle d'une ancienne fauteuse de troubles dans son lycée qui devient une employée à temps partiel dans un petit convenience store. Elle a même fréquenté une école afin de réaliser ses propres cascades et l'équipe de production a déclaré : « Kim Yoo-jung a travaillé dur sur les scènes de combat et les séquences d'action pour son rôle de Jung Saet-byul. Remarquez l'unique transformation que Kim va subir ».
Lors des SBS Drama Awards 2020 qui se sont tenus le 31 décembre 2020, Kim Yoo-jung a été choisie pour être l'animatrice principale avec Shin Dong-yup. Lors de ce même événement, elle a reçu le prix d'excellence, actrice dans une mini-série fantastique/drame romantique pour son impressionnante interprétation de son rôle de Jung Saet-byul dans la série Backstreet Rookie.

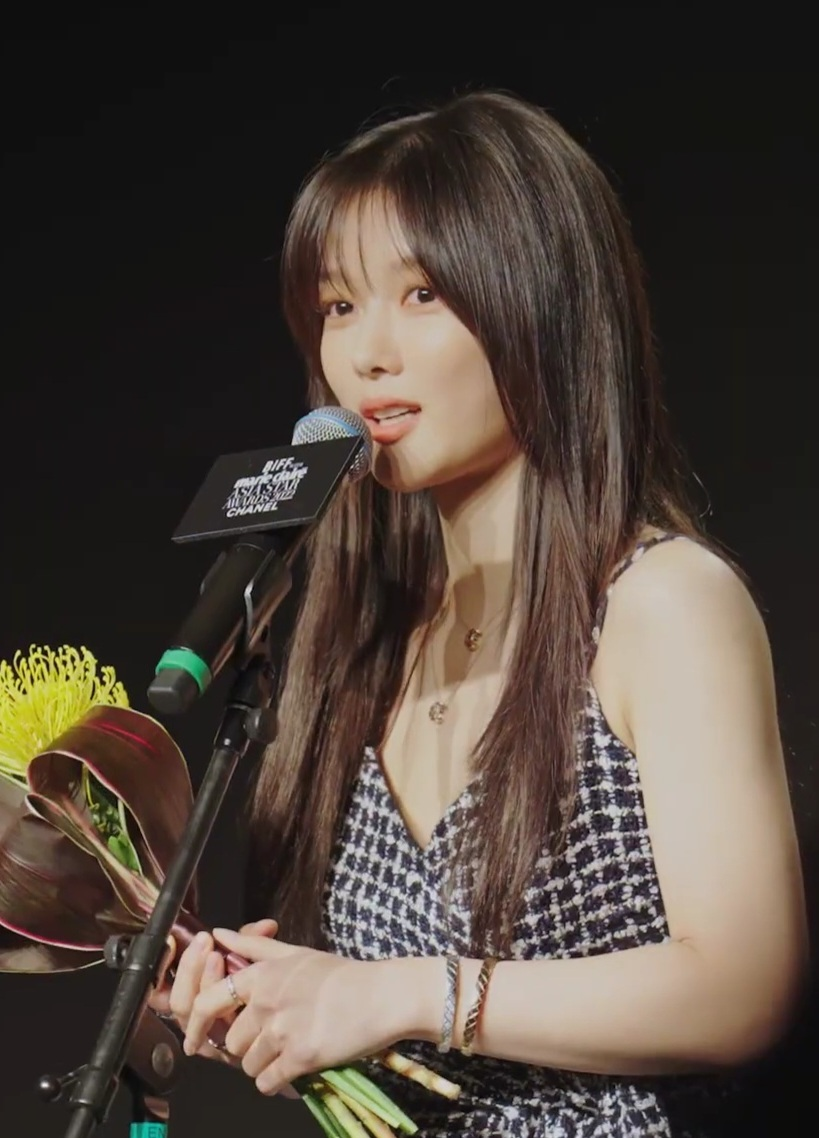
Kim Yoo-jung au Busan International Film Festival en octobre 2022

En décembre 2020, Kim Yoo-jung a été confirmée dans le rôle principal féminin dans le drame historique et fantastique Lovers of the Red Sky, adapté du roman écrit par Jung Eun-gwol. Ce drama est sorti en août 2021 sur SBS TV et elle a joué le rôle de Hong Chun-gi, la seule femme peintre de la dynastie Joseon, aux côtés d'Ahn Hyo-seop dans le rôle de Ha Ram, un astrologue aveugle. La série a réuni Kim Yoo-jung avec le réalisateur Jang Tae-yoo après treize ans depuis Peintre du vent, sorti en 2008, dans laquelle elle a joué l'homologue enfant du personnage principal.
En 2021, elle est apparue dans le thriller mystérieux produit par Netflix The 8th Night dans le rôle d'un médium énigmatique. Fin 2021, Kim Yoo-jung a organisé les SBS Drama Awards 2021 avec Shin Dong-yup pour la deuxième année consécutive, recevant le Top Excellence Award pour une actrice dans une mini-série/Drame fantastique et remportant le prix du meilleur couple avec Ahn Hyo-seop pour le drama Lovers of the Red Sky lors du même événement,,.
En 2022, Kim Yoo-jung a retrouvé le réalisateur et les acteurs de Love in the Moonlight dans le programme de divertissement de TVING Young Actors' Retreat. La même année, elle est apparue dans le film Netflix 20th Century Girl, jouant le rôle de Na Bo-ra, une adolescente de 17 ans, en 1999,.
Kim Yoo-jung a fait ses débuts au théâtre en janvier 2023, en participant à la pièce Shakespeare in Love de Kim Dong-yeon, adaptée du film du même nom de 1998. Elle a joué le rôle de Viola de Lesseps, la fille d'un riche marchand, qui se déguise en homme et prend l'identité de Thomas Kent pour devenir comédienne de théâtre, alors non autorisé pour les femmes à l'époque traitées par la pièce de théâtre. La pièce a reçu des critiques favorables et sa performance a été louée par les critiques et le public,,. En janvier 2023, elle a été choisie pour intégrer la série télévisée Netflix Mon Démon, dans laquelle elle endosse le rôle de Do Do-hee, accompagnée de Song Kang. La série est sortie de novembre 2023 à janvier 2024.

### Vie privée
En février 2018, il a été révélé que Kim Yoo-jung souffrait de dysfonctionnement de la glande thyroïde et qu'elle prendrait une pause dans sa carrière d'actrice.

## Philanthropie
Le 26 août 2010, Kim Yoo-jung a rejoint la campagne « Kiss of Love » qui vendait des produits fabriqués par le Séoul Social Welfare Community Chest of Korea en utilisant des marques de baume à lèvres, des autographes et des caricatures de célébrités pour soutenir l'autonomie et l'éducation des enfants des familles à faible revenu. En décembre 2010, elle et trente-trois autres acteurs de Sidus HQ ont participé pour présenter la beauté de la Corée sous le thème du Hanbok lors de l'événement du calendrier Love Sharing Hanbok. Le produit des ventes a été reversé à Korea Compassion.
Le 2 février 2012, Kim Yoo-jung et de nombreux autres acteurs, leaders d'opinion et mannequins ont participé à une exposition de photographies organisée par Kolon Sport pour sa collection S/S 2012 et les frais des mannequins ont été reversés pour servir les voisins dans le besoin,. Le 20 avril, elle a distribué des t-shirts conçus par la designer Kathleen Kye pour participer à la culture du don intelligent organisée par Samsung Electronics tout en lançant sa télévision intelligente lors de « Insight Exhibition » pour soutenir la Hanbit School for the Blind's students pour continuer à montrer leurs talents,,. Le 5 mai, avec Yeo Jin-goo, ils ont prêté leur voix pour la narration du documentaire de « New Life to Children » — Sookhyun's Picture Diary, une émission en direct sur le programme spécial de MBC pour les enfants atteints de maladies rares et incurables, qui est diffusée lors de la Journée des enfants,,.
Elle a vendu aux enchères une coque d'iPhone lors d'une vente aux enchères caritative organisée par la province de Gyeonggi et le site de Daum intitulé Infinite Care Campaign Auction for Neighbourhood Love du 9 au 16 janvier 2013. Les bénéfices de l'événement de vente aux enchères ont été utilisés pour les voisins nécessiteux de cette même province. Le 23 novembre, les photos de Kim Yoo-jung ont été révélées sur son travail en tent que bénévole, participant au projet caritatif emblématique du magazine de mode Elle, Share Happiness. Il s'agit d'un projet caritatif spécial composé des dons d'Elle, des dons de photos des stars et du fonds de secours de la marque. Les dons collectés sous le nom de Share Happiness devaient être intégralement reversés pour aider les femmes et les enfants dans le besoin dans la société.
Le 21 août 2014, elle a participé au Ice Bucket Challenge, une campagne de collecte de fonds menée par l'association américaine ALS pour développer des traitements contre la maladie de Lou Gehrig et pour aider les patients. Elle a elle-même fait un don à l'association. Le 8 octobre, Kim Yoo-jung et d'autres grandes stars représentant la Corée du Sud ont fait don de leur temps en participant à l'enregistrement de la chanson de campagne « Talk About Love » pour encourager les citoyens à participer et à unir leurs forces pour sauver les réfugiés climatiques en Tanzanie et au Malawi, en Afrique. Ce projet a été planifié et supervisé conjointement par Environment TV, une organisation humanitaire internationale.
Le 1er juin 2015, il a été confirmé que Kim avait l'intention de faire don de tous ses gains en tant que voix de Jun-hee pour le documentaire Human Documentary Love de MBC Jin-sil Eomma II - Hwan-hee and Jun-hee's Adolescence à Samhyewon, un Centre de protection de l'enfance. En 2014, elle avait établi une relation avec l'association caritative en faisant don de collations. En décembre 2015, les acteurs Lee Ki-woo, Hong Jong-hyun et Kim Yoo-jung se sont manifestés pour aider leurs voisins à passer un hiver chaud. Les trois ont fait don de 5 600 briquettes et ont livré des briquettes directement au village de Baeksa à Junggyebon-dong dans le district de Nowon-gu. Le 7 juin 2018, elle a de nouveau été sélectionnée pour le Ice Bucket Challenge, mais a plutôt fait don de 2 000 000 ₩ au fonds et de 100 000 ₩ won au fonds de construction d'un hôpital, invoquant des raisons de santé, notamment une hypothyroïdie,.
En avril 2019, Kim Yoo-jung a fait des dons pour aider les habitants des zones impactées par le grand incendie de forêt dans la province de Gangwon,. Le 13 octobre, elle a fait des dons au concours de Séoul « 2019 Pink Run » – une course à pied sensibilisant au cancer du sein. La totalité des frais de participation a été reversée à la Fondation coréenne pour la santé du sein, afin de soutenir la chirurgie et le dépistage du cancer du sein chez les patientes atteintes. Le 27 octobre, ChildFund Korea a révélé que Kim était devenu le 229e mécène du Green Noble Club, composé de personnes ayant fait don d'une somme supérieure ou égale à 100 millions de wons. Kim Yoo-jung, qui est devenue la plus jeune membre à avoir rejoint le club, a continué à faire des dons discrètement sous un nom différent depuis ses débuts et a donné de l'argent pour aider les enfants à faible revenu dans le besoin en raison de la Covid-19, et le reste a été utilisé pour financer les frais médicaux des enfants malades.
Le 1er octobre 2021, elle a fait don de 30 millions de wons pour soutenir les enfants risquant d'être victimes d'actes criminels par l'intermédiaire de la Green Umbrella Children's Foundation. Ce don a été fait à l'occasion de son propre l'anniversaire. Il a été utilisé comme subvention d'urgence pour les frais de subsistance, les frais médicaux et les frais de logement afin que les enfants à risque d'être victimes d'actes criminels puissent retrouver leur santé.

## Filmographie

### Longs-métrages
| Année | Titre                | Rôle tenu                                     | Ref.    |
| ----- | -------------------- | --------------------------------------------- | ------- |
| 2004  | DMZ                  | Lee Soo-hyun (jeune)                          | [ 82 ]  |
| 2005  | Lady Vengeance       | Yoo Jae-kyung                                 | [ 83 ]  |
| 2005  | All for Love         | Kim Jin-ah                                    | [ 84 ]  |
| 2006  | Forbidden Floor      | Yeo Joo-hee                                   | ,       |
| 2006  | Lump Sugar           | Kim Shi-eun (jeune)                           | [ 87 ]  |
| 2007  | Hwang Jin Yi         | Hwang Jini (jeune)                            | [ 87 ]  |
| 2007  | Bank Attack          | Yeon-hee                                      | [ 88 ]  |
| 2007  | Rainbow Eyes         | Lee Yoon-seo (jeune) / la sœur de Lee Hae-seo | [ 89 ]  |
| 2008  | The Chaser           | Yoo Eun-ji                                    | [ 90 ]  |
| 2008  | Do You See Seoul?    | Jang Young-mi                                 | [ 91 ]  |
| 2009  | Tidal Wave           | Kim Ji-min                                    | [ 92 ]  |
| 2009  | Living Death         | Ji-eun                                        | [ 93 ]  |
| 2009  | Paradise             | Im Hwa-ran                                    | [ 94 ]  |
| 2010  | One Life             | Narratrice                                    | [ 95 ]  |
| 2012  | The Nutcracker in 3D | Mary (voix uniquement)                        | [ 96 ]  |
| 2013  | Commitment           | Ri Hye-in                                     | [ 18 ]  |
| 2014  | Thread of Lies       | Hwa-yeon                                      | ,       |
| 2014  | Room 731             | Wei                                           | [ 98 ]  |
| 2015  | Circle of Atonement  | Lee Jung-hyun                                 | [ 26 ]  |
| 2017  | Because I Love You   | Jang Soo-yi                                   | [ 99 ]  |
| 2018  | Golden Slumber       | Soo-ah                                        | [ 100 ] |
| 2021  | The 8th Night        | Ae-ran                                        | ,       |
| 2022  | 20th Century Girl    | Na Bo-ra                                      | ,       |
| 2023  | My Heart Puppy       | Ah-min                                        | [ 102 ] |

### Séries télévisées
| Année     | Titre                                     | Rôle tenu                                    | Ref.             |
| --------- | ----------------------------------------- | -------------------------------------------- | ---------------- |
| 2004      | Freezing Point                            | Choi Eun-yi                                  | [ 103 ]          |
| 2006      | Thank You Life                            | Yoo Hyun-ji                                  | [ 104 ]          |
| 2006      | MBC Best Theater – "A Teddy Bear's Smile" | Moon Ah-young                                | [ 105 ]          |
| 2006      | Princess Hours                            | Shin Chae-kyeong (jeune)                     | [réf. souhaitée] |
| 2006      | My Beloved Sister                         | Pink / Choi Ga-eul                           | [ 106 ]          |
| 2007      | Belle                                     | Jung Da-jung                                 | [réf. souhaitée] |
| 2007      | Evasive Inquiry Agency                    | Yoo Eun-jae (jeune)                          | [ 107 ]          |
| 2007      | New Heart                                 | Yoon-ah                                      | [ 108 ]          |
| 2008      | Iljimae                                   | Byun Eun-chae (jeune)                        | ,                |
| 2008      | Formidable Rivals                         | Yoo Kkot-nim                                 | [ 110 ]          |
| 2008      | Painter of the Wind                       | Shin Yun-bok (jeune)                         | ,                |
| 2009      | Cain and Abel                             | Kim Seo-yeon (jeune)                         | [ 112 ]          |
| 2009      | Queen Seon Deok                           | La Princesse Cheonmyeong âgée de 10 ans      | [ 113 ]          |
| 2009      | Tamra, the Island                         | Jang Beo-seol                                | [ 114 ]          |
| 2009      | Temptation of an Angel                    | Joo Ah-ran (jeune)                           | [ 115 ]          |
| 2010      | Dong Yi                                   | Dong Yi (jeune)                              | ,                |
| 2010      | Road No. 1                                | Kim Soo-yeon (jeune)                         | [ 118 ]          |
| 2010      | Grudge: The Revolt of Gumiho              | Yeon-yi                                      | ,                |
| 2010      | Flames of Desire                          | Yoon Na-young (jeune) / Baek Soo-bin (jeune) | [ 121 ]          |
| 2010      | Pure Pumpkin Flower                       | Park Soon-jung (jeune)                       | [ 122 ]          |
| 2011      | Mom, I'm Sorry                            | Ga-young                                     | [réf. souhaitée] |
| 2011      | Gye Baek                                  | Ga-hee                                       | [ 123 ]          |
| 2012      | Moon Embracing the Sun                    | Heo Yeon-woo (jeune)                         | ,                |
| 2012      | May Queen                                 | Chun Hae-joo (jeune)                         | ,                |
| 2013      | Golden Rainbow                            | Kim Baek-won (jeune)                         | ,                |
| 2014      | Drama Special – Drama City                | Yeon Shim                                    | [ 21 ]           |
| 2014      | Secret Door                               | Seo Ji-dam (jeune)                           | [ 22 ]           |
| 2015      | Angry Mom                                 | Oh Ah-ran                                    | [ 24 ]           |
| 2016      | Love in the Moonlight                     | Hong Ra-on / Hong Sam-nom                    | [ 27 ]           |
| 2018      | Clean with Passion for Now                | Gil Oh-sol                                   | [ 35 ]           |
| 2020      | Backstreet Rookie                         | Jung Saet-byol                               | ,                |
| 2021      | Lovers of the Red Sky                     | Hong Chun-gi                                 | [ 129 ]          |
| 2023–2024 | Mon Démon                                 | Do Do-hee                                    | ,                |

### Web-séries
| Année   | Titre            | Rôle tenu   | Remarques      | Ref.    |
| ------- | ---------------- | ----------- | -------------- | ------- |
| 2014    | Love Cells       | Ne-bi       | Rôle principal | [ 133 ] |
| 2015    | Love Cells 2     | Ne-bi       | Rôle principal | [ 133 ] |
| 2021    | One Ordinary Day | Une cliente | Caméo          | [ 134 ] |
| A venir | Dakgangjeong     | Choi Min-ah | Caméo          | [ 135 ] |

### Théâtre
| Année | Titre               | Titre                     | Rôle tenu        | Lieu de représentation                                      | Date                               | Ref.    |
| Année | Anglais             | Coréen                    | Rôle tenu        | Lieu de représentation                                      | Date                               | Ref.    |
| ----- | ------------------- | ------------------------- | ---------------- | ----------------------------------------------------------- | ---------------------------------- | ------- |
| 2008  | Chorus of Angel     | 천사들의 합창             | Lee Ha-neul      | Centre éducatif et centre culturel de Séoul - Grand Théâtre | 18, 19 et 20 avril 2008            | [ 136 ] |
| 2017  | The Crucible        | 시련                      | Ann Putnam       |                                                             |                                    | [ 137 ] |
| 2022  | Shakespeare in Love | 셰익스피어 인 러브 - 서울 | Viola de Lesseps | Théâtre CJ Towel                                            | Du 28 janvier 2022 au 26 mars 2022 | [ 138 ] |
| 2023  | Shakespeare in Love | 셰익스피어 인 러브 - 서울 | Viola de Lesseps | Centre des arts de Séoul                                    | Du 28 janvier 2023 au 26 mars 2023 | [ 139 ] |
| 2023  | Shakespeare in Love | 셰익스피어 인 러브 - 서울 | Viola de Lesseps | Sejong Arts Centre                                          | 8 et 9 avril 2023                  | [ 139 ] |

### Shows web
| Année | Titre                 | Rôle tenu         | Ref.    |
| ----- | --------------------- | ----------------- | ------- |
| 2022  | Young Actors' Retreat | Membre du casting | [ 140 ] |

### Émissions de téléréalité
| Année | Titre                                  | Rôle tenu            | Ref.    |
| ----- | -------------------------------------- | -------------------- | ------- |
| 2013  | I'm Real Kim Yoo-jung in Los Angeles   | Personnage principal | [ 141 ] |
| 2019  | Les vacances de Kim Yoo-jung en Italie | Personnage principal | [ 142 ] |

### Hôte de cérémonies de remise de prix
| Année | Cérémonie        | Notes               | Ref.    |
| ----- | ---------------- | ------------------- | ------- |
| 2020  | SBS Drama Awards | avec Shin Dong-yeob | [ 143 ] |
| 2021  | SBS Drama Awards | avec Shin Dong-yeob | [ 144 ] |
| 2023  | SBS Drama Awards | avec Shin Dong-yeob | [ 145 ] |

### Vidéoclips musicaux
| Année | Œuvre           | Artiste(s)                  | Ref.             |
| ----- | --------------- | --------------------------- | ---------------- |
| 2004  | White Christmas | Réunion de divers chanteurs | [réf. souhaitée] |
| 2011  | VVIP            | Seungri                     | [ 146 ]          |
| 2012  | Return          | Lee Seung-gi                | [ 147 ]          |
| 2012  | Going to You    | Teahyun                     | [ 148 ]          |
| 2013  | Gone            | JIN                         | [ 149 ]          |
| 2013  | Srrr            | SunBee                      | [ 150 ]          |
| 2015  | 7E77 ME B43Y    | Lim Seul-ong                | [ 151 ]          |
| 2019  | Begin Again     | Kim Jae-hwan                | [ 152 ]          |

### Émissions de télévisions
| Année     | Titre                                                                 | Rôle tenu         | Notes | Ref.             |
| --------- | --------------------------------------------------------------------- | ----------------- | --- | ---------------- |
| 2011      | Our Greatest Gift                                                     | Narratrice        | Documentaire | [ 153 ]          |
| 2011      | A Happy Day                                                           |                   | Épisode « Meilleur espoir de 2011, enfant acteur Kim Yoo-jung »                                                                  | [ 154 ]          |
| 2011      | 26ème Children's Green Song Contest                                   | Narratrice        | Enregistrement : 23 avril 2011 – Diffusion : 5 mai 2011                                                                          | [réf. souhaitée] |
| 2011      | I Would Really Like to Be on Television                               |                   | Audition pour enfants ; Juge | [réf. souhaitée] |
| 2011      | Just Like That Show                                                   | Hôte              | Spectacle de variétés pour enfants                                                                                               | [ 155 ]          |
| 2011–2012 | Just Like That Show 2: Random Expedition                              | Hôte              | Spectacle de variétés pour enfants                                                                                               | [ 155 ]          |
| 2012      | New Life for Children                                                 | Narratrice        | Documentaire | [ 156 ]          |
| 2012      | Environment Special                                                   | Narratrice        | Épisode 503 – diffusion le 20 juin 2012                                                                                          | [ 157 ]          |
| 2013      | New Life for Children                                                 | Narratrice        | Diffusé le 3 mai | [ 158 ]          |
| 2013      | From Daejanggeum to Nagasu (special Daejanggeum 10 years)             | Hôte              | Avec Choi Jin-hyuk, Kim Sung-joo, and Lee Young-ae – 18 octobre 2013                                                             | [ 159 ]          |
| 2014      | Seven Tasters                                                         | Membre du casting | 30 mai 2014 – 29 août 2014 ; Émission de téléréalité sur les voyages                                                             | [ 160 ]          |
| 2014      | Hometown Theater                                                      | Narratrice        | 26 juillet ; « Punggeum de mon cœur »                                                                                            | [ 161 ]          |
| 2014–2016 | Inkigayo                                                              | Hôte              | Diffusion du 16 novembre 2014 au 3 avril 2016                                                                                    | ,                |
| 2015      | Jin Sil's Mother II : Hwanhee and Joonhee                             | Narratrice        | Documentaire | [ 164 ]          |
| 2016      | A Young Girl Wearing a Veil                                           | Narratrice        | Documentaire | [ 165 ]          |
| 2019      | '100 Years of Spring' on The Eve of 100th Anniversary of 3.1 Movement | Hôte              | Avec Jin-young. Diffusé le 28 février                                                                                            | [ 166 ]          |
| 2019      | When That Day Comes                                                   | Narratrice        | Drama documentaire factuel ; reportage spécial du 100e anniversaire du mouvement 3.1 (partie 2) ; diffusé les 1er et 2 mars 2019 | [ 167 ]          |
| 2021      | Gungon Project, Changdeokgung on Moonlight                            | Narratrice        | Deux semaines à partir du 17 novembre ; Gungon Project' Changdeokgung on Moonlight Tour                                          | [ 168 ]          |

## Discographie
| Titre de l'œuvre musicale                                     | Année | Album                      | Ref              |
| ------------------------------------------------------------- | ----- | -------------------------- | ---------------- |
| The Most Beautiful Christmas In My Life (avec Lee Byung-joon) | 2005  | Sortie spéciale hors album | [réf. souhaitée] |
| I Love So Much                                                | 2014  | Love Cells OST             | [ 169 ]          |
| We're Happy                                                   | 2014  | Sortie spéciale hors album | [ 170 ]          |
| Together as One                                               | 2016  | Hooxi, The Beginning       | [ 171 ]          |
| Your Night, Your Star, Your Moon (avec Giriboy)               | 2021  | Dingo Record               | [ 172 ]          |

## Ambassadrice
| Année | Titre                                                                                   | Notes                                                                       | Ref.    |
| ----- | --------------------------------------------------------------------------------------- | --------------------------------------------------------------------------- | ------- |
| 2004  | Ambassadrice de l'Association coréenne des parents d'enfants adoptés                    |                                                                             | [ 173 ] |
| 2010  | Ambassadrice du journal pour enfants Cheong Wa Dae                                      | [ 174 ]                                                                     |         |
| 2010  | Enfant ambassadrice de la Food and Drug Administration de la République de Corée (KFDA) | [ 175 ]                                                                     |         |
| 2012  | Ambassadrice de la jeunesse du Ministère de l'Égalité des genres et de la Famille       | Avec Lee Tae-ri                                                             | [ 176 ] |
| 2012  | Ambassadrice de Gyeonggi pour la lutte contre la maltraitance sur enfants               |                                                                             | [ 177 ] |
| 2013  | Médiaille de la 58e Memorial Day Big Tree National Love                                 | Médaille remise par la Présidente de la République de Corée, Park Geun-hye. | [ 178 ] |
| 2014  | Ambassadrice du tourisme à Séoul                                                        | Avec Jang Hyuk                                                              | [ 179 ] |
| 2014  | 9e Conférence de l'ambassadeur volontaire coréen                                        |                                                                             | [ 180 ] |
| 2015  | 6e Festival du partage en Corée                                                         | Avec Oh Ji-ho                                                               | [ 181 ] |

## Mannequinat et égérie de publicités
Après avoir fait ses débuts dans une publicité pour Crown Confectionery en 2003, Kim Yoo-jung est apparue dans bon nombre de publicités pour diverses marques durant son enfance. En 2012, à la suite de son apparition dans la série télévisée Moon Embracing the Sun, elle est devenue mannequin publicitaire pour Domino's Pizza avec Kim Soo-hyun, est apparue dans une publicité de machine à laver pour Samsung Electronics avec Han Ga-in, est devenu le visage d'un produit laitier de Séoul Milk avec Yeo Jin-goo et figurait dans une publicité de jeu vidéo pour Nintendo 3DS avec Kim So-hyun.
En 2017, Kim Yoo-jung est devenue mannequin pour le fabricant sud-coréen de vêtements de sport Fila et a fait la promotion de la marque jusqu'en 2022,,,. En 2018, elle est devenue égérie de la marque de cosmétiques sud-coréenne Laneige. En 2021, elle est choisie comme modèle publicitaire pour les lentilles de contact Alcon et Torretta, une boisson obtenue à base d'eau et de reconstitution des ions du Coca-Cola,. En janvier 2022, elle est apparue dans une vidéo commerciale d'une durée de sept minutes intitulée Dark Farm pour la crème Radian-C de Laneige, qui a enregistré 1,45 million de vues dans les dix premiers jours de sa diffusion. La même année, elle devient mannequin publicitaire pour Hana Bank. En août 2023, Nordisk, une marque danoise de plein air haut de gamme a choisi Kim Yoo-jung comme l'un de ses modèles avec Ryu Jun-yeol et Choi Woo-sik. En novembre 2023, elle est choisie comme ambassadrice de Couronne, une marque de sacs à main de luxe pour femmes. En décembre 2023, elle a été nommée modèle exclusif pour la marque britannique académique Adot English Academy et leur version en ligne Adot On,.

## Récompenses et nominations

### Cérémonies et remises de prix
| Cérémonie de remise de prix      | Année | Catégorie                                                                 | Nomination                                                   | Résultat   | Ref.             |
| -------------------------------- | ----- | ------------------------------------------------------------------------- | ------------------------------------------------------------ | ---------- | ---------------- |
| APAN Star Awards                 | 2012  | Meilleure jeune actrice                                                   | Moon Embracing the Sun                                       | Lauréat    | [ 201 ]          |
| APAN Star Awards                 | 2016  | Meilleure nouvelle actrice                                                | Love in the Moonlight                                        | Lauréat    | [ 202 ]          |
| APAN Star Awards                 | 2021  | Prix d'excellence pour une actrice dans une mini-série                    | Backstreet Rookie                                            | Nomination | [ 203 ]          |
| APAN Star Awards                 | 2023  | Prix de l'actrice populaire                                               | Kim Yoo-jung                                                 | En attente | [ 204 ]          |
| Asia Artist Awards               | 2016  | Actrice la plus populaire                                                 | Love in the Moonlight                                        | Nomination | [ 205 ]          |
| Asia Artist Awards               | 2016  | Grand prix pour une icône dans un drama                                   | Love in the Moonlight                                        | Lauréat    | [ 206 ]          |
| Asia Star Awards                 | 2022  | Visage de l'Asie                                                          | Kim Yoo-jung                                                 | Lauréat    | [ 207 ]          |
| Baeksang Arts Awards             | 2012  | Meilleure nouvelle actrice à la télévision                                | Moon Embracing the Sun                                       | Nomination | [réf. souhaitée] |
| Baeksang Arts Awards             | 2017  | Actrice la plus populaire à la télévision                                 | Love in the Moonlight                                        | Lauréat    | [ 208 ]          |
| Blue Dragon Film Awards          | 2014  | Meilleure nouvelle actrice                                                | Thread of Lies                                               | Nomination | [réf. souhaitée] |
| Fashionista Awards               | 2016  | Best Fashionista – Catégorie beauté                                       | Kim Yoo-jung                                                 | Nomination | [ 209 ]          |
| Fashionista Awards               | 2017  | Best Fashionista – Catégorie Tapis rouge                                  | Kim Yoo-jung                                                 | Nomination | [ 210 ]          |
| Grand Bell Awards                | 2006  | Meilleure nouvelle actrice                                                | All for Love                                                 | Nomination | [réf. souhaitée] |
| Herald Donga TV Lifestyle Awards | 2012  | Style Icon Rookie                                                         | Kim Yoo-jung                                                 | Lauréat    | [ 211 ]          |
| KBS Drama Awards                 | 2010  | Meilleure nouvelle actrice                                                | Grudge: The Revolt of Gumiho                                 | Lauréat    | [ 212 ]          |
| KBS Drama Awards                 | 2010  | Prix de citoyenneté pour une actrice                                      | Grudge: The Revolt of Gumiho                                 | Nomination | [réf. souhaitée] |
| KBS Drama Awards                 | 2010  | Meilleur duo                                                              | Kim Yoo-jung (avec Seo Shin-ae) Grudge: The Revolt of Gumiho | Nomination | [réf. souhaitée] |
| KBS Drama Awards                 | 2014  | Meilleure actrice dans un court-métrage Drama/épisode spécial             | Drama Special : Drama City                                   | Nomination | [réf. souhaitée] |
| KBS Drama Awards                 | 2016  | Prix d'excellence                                                         | Love in the Moonlight                                        | Nomination | [ 213 ]          |
| KBS Drama Awards                 | 2016  | Prix d'excellence, actrice dans un moyen métrage dramatique               | Love in the Moonlight                                        | Lauréat    | [ 213 ]          |
| KBS Drama Awards                 | 2016  | Meilleure nouvelle actrice                                                | Love in the Moonlight                                        | Nomination | [ 213 ]          |
| KBS Drama Awards                 | 2016  | Prix de citoyenneté pour une actrice                                      | Love in the Moonlight                                        | Nomination | [ 213 ]          |
| KBS Drama Awards                 | 2016  | Prix du meilleur duo                                                      | Kim Yoo-jung (avec Park Bo-gum) Love in the Moonlight        | Lauréat    | [ 213 ]          |
| Korea Drama Awards               | 2012  | Meilleure jeune actrice                                                   | Moon Embracing the Sun                                       | Nomination | [réf. souhaitée] |
| MBC Drama Awards                 | 2010  | Meilleure jeune actrice                                                   | Dong Yi, Flames of Desire                                    | Lauréat    | [ 214 ]          |
| MBC Drama Awards                 | 2012  | Meilleure jeune actrice                                                   | Moon Embracing the Sun, May Queen                            | Lauréat    | [ 215 ]          |
| MBC Drama Awards                 | 2012  | Prix de popularité                                                        | Moon Embracing the Sun                                       | Nomination | [réf. souhaitée] |
| MBC Drama Awards                 | 2012  | Prix du meilleur duo                                                      | Kim Yoo-jung (avec Yeo Jin-goo) Moon Embracing the Sun       | Nomination | [réf. souhaitée] |
| MBC Drama Awards                 | 2015  | Prix de popularité pour une actrice                                       | Angry Mom                                                    | Nomination | [réf. souhaitée] |
| MBC Drama Awards                 | 2015  | Prix des dix meilleures étoiles                                           | Angry Mom                                                    | Lauréat    | [ 216 ]          |
| Mnet 20's Choice Awards          | 2012  | 20's Upcoming 20's                                                        | Moon Embracing the Sun                                       | Nomination | [ 217 ]          |
| Pierson Movie Festival           | 2012  | Meilleure enfant actrice                                                  | Moon Embracing the Sun                                       | Lauréat    | [ 218 ]          |
| Pierson Movie Festival           | 2014  | Choix de tendance Meilleure actrice                                       | Kim Yoo-jung                                                 | Lauréat    | [ 219 ]          |
| SBS Drama Awards                 | 2008  | Meilleure jeune actrice                                                   | Iljimae Painter of the Wind                                  | Lauréat    | [ 11 ]           |
| SBS Drama Awards                 | 2014  | Prix de la nouvelle étoile                                                | Secret Door                                                  | Lauréat    | [ 220 ]          |
| SBS Drama Awards                 | 2020  | Prix d'excellence pour une actrice dans une mini-série de fantasy/romance | Backstreet Rookie                                            | Lauréat    | [ 221 ]          |
| SBS Drama Awards                 | 2020  | Prix du meilleur duo                                                      | Kim Yoo-jung (avec Ji Chang-wook) Backstreet Rookie          | Nomination | [ 222 ]          |
| SBS Drama Awards                 | 2021  | Prix du meilleur duo                                                      | Kim Yoo-jung (avec Ahn Hyo-seop) Lovers of the Red Sky       | Lauréat    | ,                |
| SBS Drama Awards                 | 2021  | Prix d'excellence, actrice dans une mini-série/drama fantastique          | Lovers of the Red Sky                                        | Lauréat    | [ 47 ]           |
| SBS Drama Awards                 | 2023  | Prix d'excellence pour une actrice dans une mini-série romantique/comédie | Mon Démon                                                    | Lauréat    | [ 224 ]          |
| SBS Drama Awards                 | 2023  | Prix du meilleur duo                                                      | Kim Yoo-jung (avec Song Kang) Mon Démon                      | Lauréat    | [ 225 ]          |
| Style Icon Asia                  | 2016  | Prix de la meilleure adolescente                                          | Kim Yoo-jung                                                 | Lauréat    | [ 226 ]          |
| Yahoo! Asia Buzz Awards          | 2016  | Top Buzz Star: Femme                                                      | Kim Yoo-jung                                                 | Lauréat    | [ 227 ]          |

### Listicles
| Journal | Année | Listicle                               | Place attribuée | Ref.    |
| ------- | ----- | -------------------------------------- | --------------- | ------- |
| Forbes  | 2017  | Quarante meilleurs célébrités de Corée | 8e              | [ 228 ] |
| Gallup  | 2016  | Acteurs de l'année selon Gallup Corée  | 4e              | [ 229 ] |
| Gallup  | 2021  | Acteurs de l'année selon Gallup Corée  | 17e             | [ 230 ] |